# ظهرة العودي (المخادر)

تعديل مصدري - تعديل

ظهرة العودي محلة تابعة لقرية المصينعة، التابعة لعزلة جبل عقد بمديرية المخادر إحدى مديريات محافظة إب في الجمهورية اليمنية، بلغ تعداد سكانها 210 حسب تعداد اليمن لعام 2004.